# Testoride di Focea
Testoride di Focea (Focea, VIII secolo a.C. – ...) è stato un poeta greco antico, figura semileggendaria accostata a Omero.

## Biografia
Secondo la tradizione riportata dalla pseudo-erodotea Vita di Omero, Testoride era maestro di scuola nella sua città, Focea. Conosciuto Omero che vi recitava versi, si offrì di assisterlo e dargli vitto e alloggio, oltre a trascriverne i versi; nel caso di nuove composizioni, cedergliene la paternità.
Appropriatosi in questo modo dei versi omerici, Testoride si trasferì a Chio e recitò i versi rubati come suoi, ottenendo grande successo, finché, giuntovi Omero, dovette andare via.

## Opere
Secondo questa fonte, Testoride si appropriò, spacciandolo come suo, del poema Foceide, completamente perduto, che forse trattava della preistoria mitica di Focea e delle sue colonizzazioni. 